# Chlorissa concavilinea
Chlorissa concavilinea là một loài bướm đêm trong họ Geometridae.